# La Vie de Marianne (téléfilm)
Pour les articles homonymes, voir La Vie de Marianne (homonymie).
Pour plus de détails, voir Fiche technique et Distribution.
La Vie de Marianne est un téléfilm français en deux épisodes de 90 minutes, réalisé par Benoît Jacquot d'après le roman éponyme de Marivaux, diffusé en 1995 sur Arte.

## Synopsis
Le destin de Marianne, une orpheline secourue par un curé du village et sa sœur. Elle est confiée à une lingère chez qui elle apprendra le métier.

## Fiche technique
- Réalisation : Benoît Jacquot, assisté d'Antoine Santana
- Scénario : Benoît Jacquot, d'après le roman de Marivaux
- Sociétés de production : France 2, France 3, Cofimage 6, Caméras Continentales
- Durée : 2 × 90 minutes
- Date de diffusion : 29 et 30 décembre 1995 sur Arte

## Distribution
- Virginie Ledoyen : Marianne
- Melvil Poupaud : Valville
- Sylvie Milhaud : Madame de Miran
- Marcel Bozonnet : Monsieur de Climal
- Nathalie Krebs : Madame Dorsin
- Christine Murillo : Madame Dutour